# 红宝石
红宝石，屬於寶石級剛玉，傳統上作為樞要寶石之一，被用於製作宗教儀式用品和皇室珠寶。红宝石主要成分是氧化铝（Al2O3），红色来自铬（Cr）。自然没有铬的宝石是蓝色的蓝宝石。
天然红宝石大多来自亚洲（缅甸、泰国和斯里兰卡）、非洲和澳大利亚，美国蒙大拿州和南卡羅莱納州也有部分生产。天然红宝石非常少见且珍贵，但是人造并非太难，所以工业用红宝石都是人造的。

## 特徵
- 颜色：深红色
- 光泽：玻璃光泽
- 晶体形态：三方晶系
- 条痕：白色
- 硬度：9，极硬，仅次于莫桑石和钻石（钻石硬度为10，莫桑石硬度介于钻石和红宝石之间）
- 比重：3.97 g/cm3 - 4.05 g/cm3
- 断口：不均匀或贝壳状端口

## 名称
- 紅寶石的英文名稱為Ruby，源於拉丁文Ruber，意思是紅色。紅寶石的礦物名稱為剛玉。

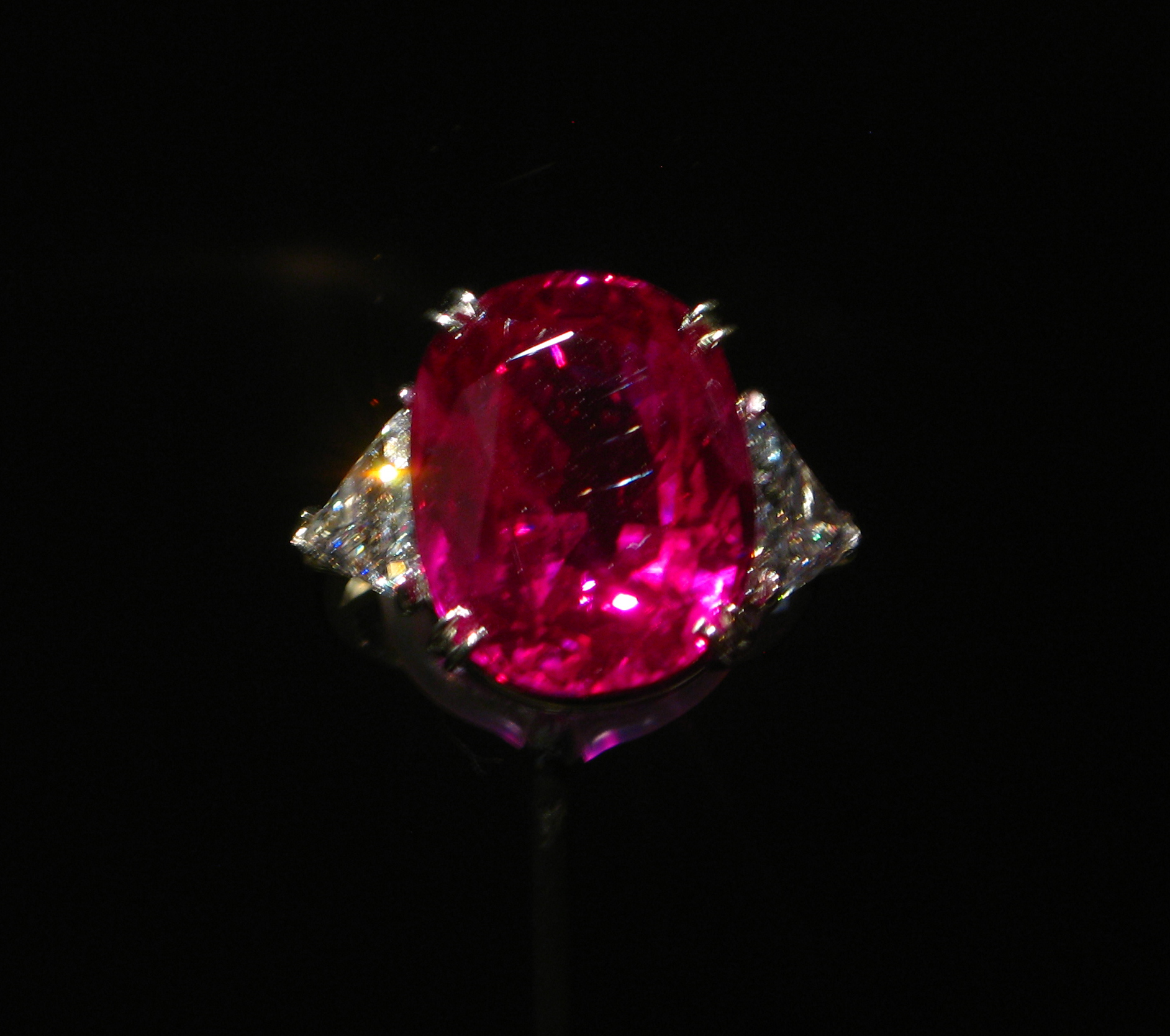
紅寶石戒指

## 外部連結
- 紅寶石 - Mindat （页面存档备份，存于）